# 모야시몬
《모야시몬》(もやしもん)은 일본의 만화가 이시카와 마사유키의 작품으로, 2004년부터 고단샤의 잡지 이브닝에 연재되고 있다. 곰팡이를 직접 볼 수 있는 주인공 사와키의 농대 생활을 그리고 있다. 만화를 바탕으로 한 애니메이션이 2007년 10월부터 12월까지 후지 TV에서 방송되었고, 2010년 3분기에 후지 TV에서 드라마로 방영되었다. 2012년 7월부터 9월까지 애니메이션 속편인 모야시몬 리턴즈가 방송되었다.